# Centro de estudiantes

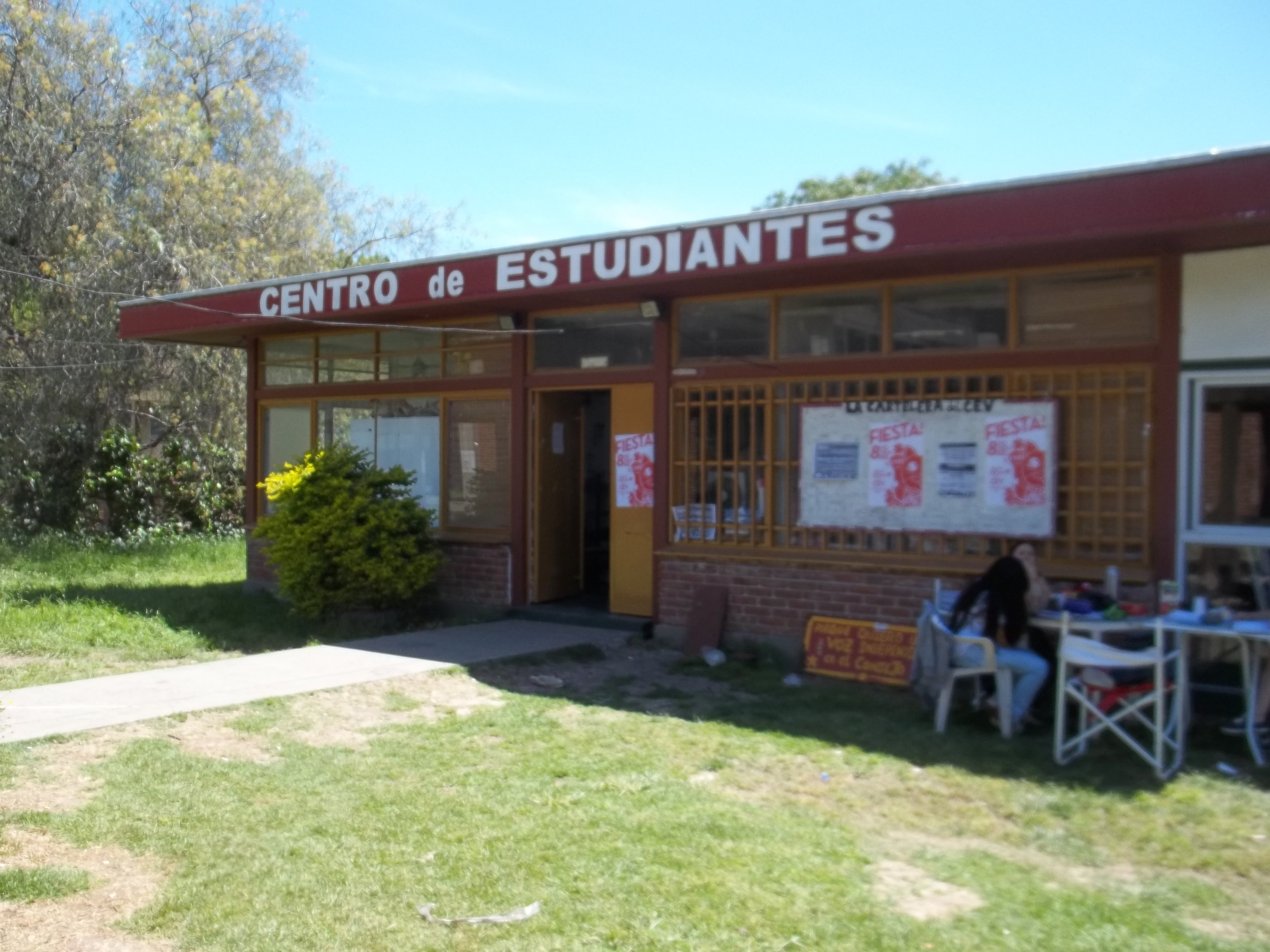
Oficina de un Centro de Estudiantes

Un Centro de Estudiantes, Centro de Alumnos, Sociedad de Alumnos, Asociación de Estudiantes o Gobierno Estudiantil es una organización democrática conformada por los estudiantes de una institución educativa, ya sea pública, privada, subvencionada o mixta. Con un carácter representativo, gremial, social, académico, integrativo o asociativo: se conforman en escuelas de educación media y  superior (principalmente universidades).

## Composición
Por lo general, el Centro de Estudiantes se compone por todos los alumnos de una determinada institución educativa, aunque a veces también por los de una carrera, región o ciudad. Cada organización establece sus propios fines y objetivos, los cuales suelen variar bastante a menudo, pero generalmente coinciden en los principales, como: luchar por una mayor y mejor educación, defender sus derechos, representar a los estudiantes ante las autoridades de la institución educativa u otros estamentos, fomentar la participación estudiantil, realizar actividades académicas, sociales y culturales u otras que contribuyan a la integración de los estudiantes tanto en la casa de estudios como con la comunidad y con otros centros.
En determinadas ocasiones los Centros de Estudiantes están agrupados en Federaciones de Estudiantes, que pueden reunir a los Centros de Estudiantes de las distintas unidades académicas de una misma institución o bien a los Centros de Estudiantes de distintas instituciones de una misma ciudad o región. Las Federaciones de Estudiantes a su vez pueden estar agrupadas en Confederaciones de Estudiantes.

## Fines y objetivos
Cada organización establece sus propios fines y objetivos, los cuales suelen variar bastante a menudo, pero generalmente coinciden en los principales.
En general, los Centros de Estudiantes tienen por objetivos uno o más de los siguientes: luchar por el derecho a la educación, una mejor calidad educativa y más recursos; defender los derechos de los estudiantes; representar a los estudiantes ante las autoridades de la institución educativa u otros estamentos; fomentar la participación estudiantil; organizar actividades académicas, sociales y culturales u otras que contribuyan a la integración de los estudiantes tanto en la casa de estudios como con la comunidad y con otros centros; y, promover y practicar los Derechos Humanos.
Los fines y objetivos se expresan por escrito en los estatutos sociales.

## Estatutos Sociales
En un Estatuto Social son establecidos la denominación, fines, quiénes son miembros, los deberes y derechos de los socios, la administración, las autoridades (Comisión Directiva, Consejos de Delegados, Junta Electoral, etc.) y sus funciones, las elecciones, las asambleas (tipos, organización, periodicidad, etc.), así como los mecanismos de reforma y disolución. Los mismos son aprobados por los estudiantes para regular el funcionamiento del Centro, por lo que varían entre instituciones. Usualmente no se permite ninguna exclusión por motivos étnicos, partidarios, sexuales, religiosos o ideológicos.

## Autoridades
Son dirigidos por uno o varios estudiantes que tienen como deber escuchar los lineamientos de las bases para condicionar su accionar político. El secretario general o presidente es el dirigente más importante y suele estar secundado por vicepresidentes o secretarios adjuntos y una Comisión Directiva. No obstante, la autoridad máxima lo constituye la Asamblea General, a la cual todos los organismos internos supeditan su acción; puesto que es en las asambleas ordinarias y extraordinarias donde se reúnen todos los socios interesados y se fijan las directivas de trabajo, planes de acción y políticas. 
Otras autoridades son el Cuerpo de Delegados o Consejo de Delegados, de carácter informativo-consultivo y constituido por representantes electos en cada salón, curso o aula; el Síndico, encargado de velar por el buen uso de los bienes y recursos; y, la Junta Electoral Estudiantil o Tribunal Electoral, responsable de organizar las elecciones de las diferentes autoridades.
Muchos políticos y dirigentes sociales han sido parte de estas organizaciones en su juventud.

## Regulación por países

### Argentina

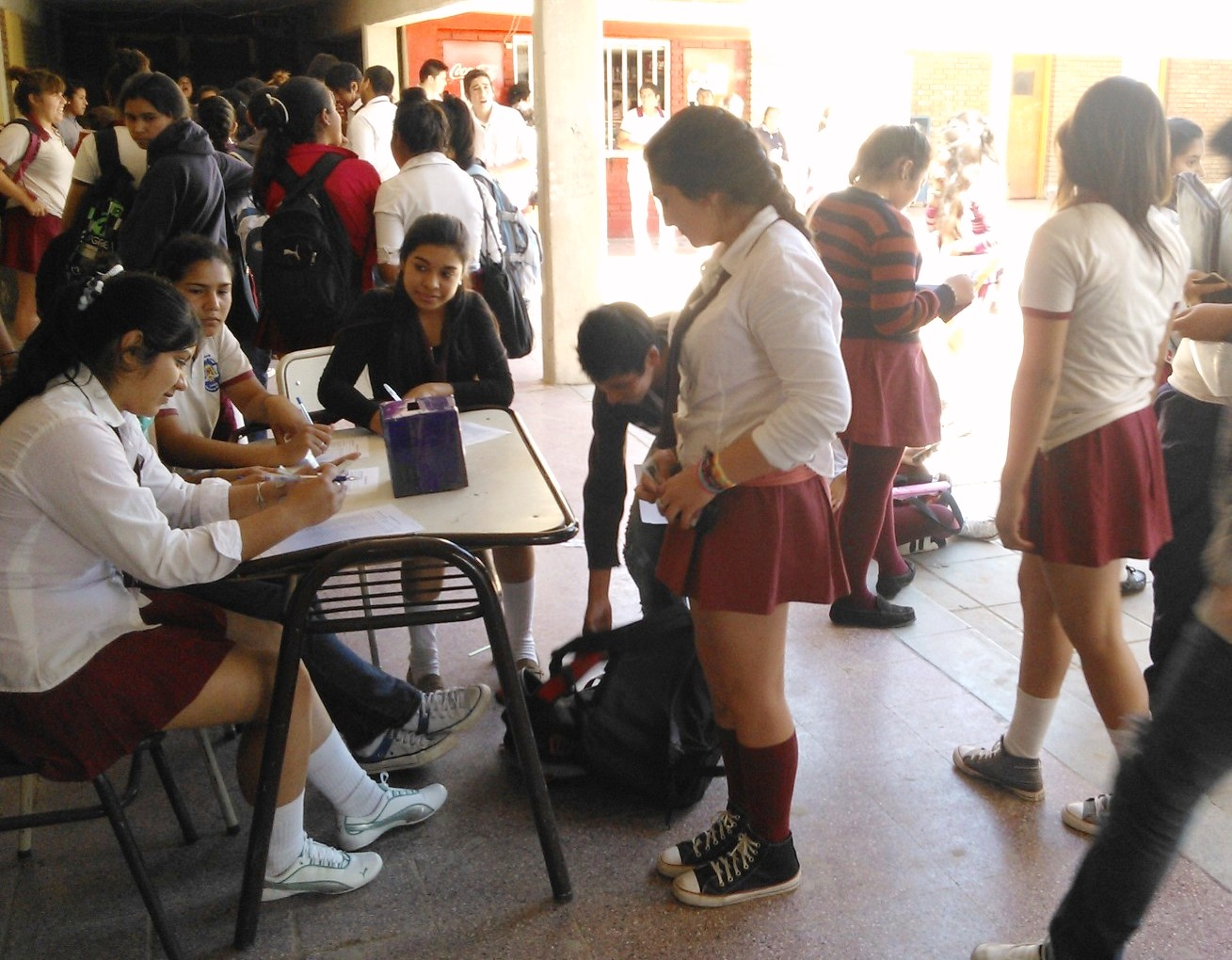
Elección del centro de estudiantes de un colegio en Argentina.

En Argentina existen numerosos Centros de Estudiantes que se organizan en los tres niveles educativos superiores (secundarios, terciarios y universitarios). Las leyes y reglamentaciones en este país son variadas dependiendo la institución, las leyes que reglamentan los centros de estudiantes son:
- Ciudad Autónoma de Buenos Aires: Ley Provincial n.º 137
- Provincia de Buenos Aires: Resolución Provincial n.º 4900 del 2005
- Provincia de Córdoba: Resolución Provincial n.º 124 del 2010
- Provincia de Chaco: Ley n.º 5135
- Provincia de Río Negro: Ley n.º 2811
- Provincia de Entre Ríos: Ley n.º 10215
- Provincia de San Juan: Ley 8411
- Provincia de Misiones: Ley VI – n.º 139 (Antes Ley 4495)[7]

Los más influyentes y reconocidos son los universitarios, cada Facultad perteneciente a una Universidad pública generalmente tiene un Centro de Estudiantes que a su vez nombra delegados para una Federación (hay federaciones de las universidades de Buenos Aires, Católica Argentina, La Plata, Comahue, Patagonia, Santa Fe y Córdoba entre otras. También hay una federación nacional, que teóricamente nuclea a todas las federaciones de cada universidad pública: la FUA. De todos modos, esto último no es así en la práctica, ya que existen algunas federaciones universitarias que no son reconocidas por la FUA).
Si bien hay algunas universidades privadas que tienen centros de estudiantes (caso de la Universidad Di Tella, la Universidad de San Andrés, el ITBA,la UCA y la UADE), estas suelen ser una minoría entre ellas. La mayoría de las universidades privadas suelen "prohibir" la formación de centros de estudiantes, a pesar de que dicha prohibición estaría reñida con los derechos reconocidos por la constitución nacional argentina; ya que esta reconoce, entre otros, el derecho de asociarse libremente con fines útiles.
Cabe notar que, incluso y a pesar con lo mencionado en el párrafo anterior, existe una asociación de centros de estudiantes de universidades privadas llamada ACEUP.

#### Promulgación de los Centros de Estudiantes
Durante 2009 y 2010, en la Provincia del Chaco, un grupo de estudiantes secundarios de la Escuela de Comercio, el Colegio Normal y la  Escuela Industrial de la ciudad de Resistencia, con apoyo total del Estado Provincial, (más precisamente de la ministra de Educación, María Inés Pilatti Vergara) organizó una serie eventos para instruir a todas las escuelas de la Provincia sobre los Centros de Estudiantes. Se les enseñaba las obligaciones y derechos que le otorga la ley provincial 5135 y también como formarlos. De los 6 o 7 eventos, se formaron alrededor de 50 Centros de Estudiantes, y se asentaron las bases para la formación de otros 180 en escuelas de toda la provincia, todo gracias a la iniciativa de los estudiantes secundarios de estas tres escuelas iniciales, que no superaban los 18 años de edad.

#### Movimiento Estudiantil Actual 2013
En agosto de 2010 se pudo observar la importancia de los Centros de Estudiantes de la Ciudad de Buenos Aires, realizándose distintas tomas en distintos establecimientos educativos por parte de los estudiantes en repudio a la gestión educativa de Mauricio Macri, jefe de Gobierno de la Ciudad de Buenos Aires.
En octubre de 2010, distintos Centros de Estudiantes de la Provincia de Córdoba tomaron las escuelas en repudio de la Ley Provincial de Educación aprobada en diciembre y en reclamo por el estado edilicio de las escuelas públicas de la capital homónima. Durante el transcurso de las protestas, el gobernador Juan Schiaretti calificó a los estudiantes de profascistas.

### Chile
En Chile, los Centros de Estudiantes, también conocidos como Centros de Alumnos, son las organizaciones estudiantiles presentes en todos los establecimientos educacionales de segundo ciclo de enseñanza básica y enseñanza media, así como en la educación superior.

#### Educación básica y media
En la educación básica y media, los centros de alumnos están regulados por decreto del Ministerio de Educación de Chile, el cual dispone que tienen por objetivo «servir a sus miembros como medio de desarrollar en ellos el pensamiento reflexivo, el juicio crítico y la voluntad de acción; de formarlos para la vida democrática, y de prepararlos para participar en los cambios culturales y sociales».
Cada centro de alumnos debe contar con los siguientes organismos:
- La Asamblea General, constituida por todos los estudiantes del establecimiento del segundo ciclo de enseñanza básica y la enseñanza media.

- La Directiva, constituida por lo menos por un Presidente, un Vicepresidente, un Secretario Ejecutivo, un Secretario de Finanzas y un Secretario de Actas. Es elegida anualmente en votación universal, unipersonal, secreta e informada.

- El Consejo de Delegados de Curso, formado por un número de delegados de cada uno de los cursos del establecimiento.

- El Consejo de Curso, integrado por todos los alumnos del curso respectivo. Elige democráticamente su directiva y representantes ante el Consejo de Delegados de Curso. Constituye el organismo base del Centro de Alumnos.

- La Junta Electoral, compuesta a lo menos por tres miembros, encargada de organizar, supervigilar y calificar todos los procesos eleccionarios que se lleven a cabo en los organismos del Centro.

Los centros de alumnos son asesorados por al menos dos profesores del establecimiento, elegidos por la Directa del Centro de Alumnos a partir de una quina propuesta por el Consejo de Delegados de Curso.
En términos de organización a nivel nacional, los secundarios de Santiago, hasta 1973, estuvieron agrupados en la FESES, disuelta por la dictadura militar. A mediados de 1980, se reorganizaron en la Comisión Pro FESES. En democracia, los estudiantes mantuvieron la FESES hasta 2004, cuando se disolvió dando paso Asamblea Nacional de Estudiantes Secundarios (ANES). Tras las movilizaciones estudiantiles de 2006, el movimiento se fragmentó en diversas organizaciones, entre ellas la Asamblea Coordinadora de Estudiantes Secundarios (ACES), que nace el 2009, y la Coordinadora Nacional de Estudiantes Secundarios (CONES), que nace el 2011.

#### Educación superior
En la educación superior, los centros de estudiantes se constituyen en cada carrera, organizadas en conjunto a nivel universidad en Federaciones de Estudiantes. Éstas, a su turno, se organizan en la Confederación de Estudiantes de Chile, la cual agrupa a más de 40 federaciones universitarias a nivel nacional y que incorpora a federaciones tanto de las Universidades tradicionales como de las Universidades privadas.

### Paraguay
Los Centros de Estudiantes en Paraguay son organismos autónomos e independientes (a pesar de que en algunos casos están conformados por menores de edad), los cuales se rigen por estatutos internos que establecen la denominación, objetivos, socios, organización, elecciones, asambleas, y destino de los bienes en caso de disolución.
Usualmente, los objetivos principales son: proteger los derechos de los estudiantes, una mejor calidad educativa, integrar a los estudiantes de las diversas carreras o turnos, y promover la defensa de los Derechos Humanos. Las funciones que suelen desempeñar los Centros de Estudiantes en el país son: gremial, social, académica, deportiva, recreativa, organizativa, integrativa; además de cumplir el objetivo de representar a los estudiantes y defender sus derechos.
Existen de dos tipos: los de colegios o de nivel medio, con alumnos de educación básica (7.º a 9.º grado) y/o bachilleratos; y los de instituciones terciarias (institutos superiores y universidades). Cada uno posee diferentes formas de actuación pero son similares en su estructura y principios.
Estas organizaciones son frecuentes en las instituciones públicas y también existen en las privadas y subvencionadas (mixtas). Algunos poseen una tradición de casi un siglo de existencia. Durante la tiranía militarista de Alfredo Stroessner (1954-1989) los centros de colegios y facultades sufrieron diversas formas de persecución, represión, persecución e intromisión del de parte del gobierno (por ejemplo, durante la huelga general del 58, las protestas de 1959 y contra la Federación de Estudiantes Democráticos Revolucionarios). No obstante, en numerosas ocasiones lograron perdurar o recomponerse. En los años de 1990 experimentaron un inusitado auge en los colegios secundarios, mientras seguía su actividad universitaria, sobre todo en la Universidad Nacional de Asunción y la Universidad Católica.
En cuanto a lo legal, se los reconoció en La Ley General de Educación (1998), la cual establecía:
Art. 127.º: Las organizaciones estudiantiles de educación escolar básica y media se regirán por estatutos aprobados por las autoridades de la institución. Ese artículo se consideró “inconstitucional” y fue modificado por la Cámara de Diputados (29 de abril de 2008) y la Cámara de Senadores (29 de noviembre de 2007). El Presidente Nicanor Duarte Frutos lo aprobó en mayo de 2008.
Dicho artículo 127.º, posteriormente establecerá: "Las organizaciones estudiantiles de educación escolar básica y media se regirán por estatutos propios que no tendrán más limitaciones que las establecidas en las leyes de orden público vigentes a nivel nacional, por tanto, no podrán ser susceptibles de aprobación de las autoridades de la institución para su funcionamiento". Esta modificación se logró gracias a la iniciativa de varios colegios, el senador Dr. Carlos Filizzola y la Federación Nacional de Estudiantes Secundarios (FENAES).
Desde septiembre de 2015 y hasta 2017, numerosos estudiantes y sus organizaciones fueron protagonistas de movilizaciones y movimientos pacíficos a favor de la educación y contra la corrupción, en lo que se dieron a llamar Primavera Estudiantil (de estudiantes de la Media, quienes incluso lograron la renuncia de la ministra de educación e importantes acuerdos a favor de la educación nacional), y UNA No te calles (movimiento de universidades públicas que incluyó una toma de 3 semanas del rectorado de la UNA y de meses de algunas facultades y unidades, produciendo diversos cambios entre las autoridades, estatutos y organizaciones).

#### Federaciones de Estudiantes
Este es el nombre que reciben las nucleaciones u organismos de segundo grado, las cuales aglutinan a representantes o miembros designados por los Centros de Estudiantes que los integran. Pueden estar formados por varios centros de un determinado ciclo escolar, como por ejemplo la Federación Nacional de Estudiantes Secundarios (FENAES) y la UNEPY (Unión Nacional de Estudiantes del Paraguay); por los pertenecientes a una misma región, como la Federación de Estudiantes Universitarios Misioneros; o, por los forman parte de una misma universidad, como la Federación de Estudiantes de la Universidad Nacional de Asunción (FEUNA) o la Federación de Estudiantes de la Universidad Católica.
Cada Federación posee su propio estatuto, forma de organización y autoridades independientes. Aunque, es frecuente que los presidentes de Centros de Estudiantes dirijan a las mismas.